# Heteropterinae
De Heteropterinae zijn een onderfamilie van vlinders in de familie dikkopjes (Hesperiidae). De hier gegeven samenstelling van deze onderfamilie volgt Warren et al. (2009).

## Geslachten
- Heteropterus Duméril, 1806
- Argopteron Watson, 1893
- Butleria Kirby, 1871
  - = Marthae Herrera, MacNeill & Atria, 1991
  - = Nivis Herrera, MacNeill & Atria, 1991
- Carterocephalus Lederer, 1852
  - = Aubertia Oberthür, 1896
  - = Pamphilida Lindsey, 1925
- Dalla Mabille, 1904
  - = Eumesia C. & R. Felder, 1867 (nom. suppr.)
- Dardarina Evans, 1937
- Freemaniana A. Warren, 2001
  - = Freemania Warren, 2001 non Freemania Hyman, 1953 (Turbellaria)
- Hovala Evans, 1937
- Leptalina Mabille, 1904
- Metisella Hemming, 1934
- Piruna Evans, 1955